# Phalangiotarbi
I falangiotarbi (Phalangiotarbi, Haase 1890), noti anche come falangiotarbidi (Phalangiotarbida), sono un ordine di aracnidi estinto, vissuto tra il Devoniano inferiore e il Permiano inferiore (390 – 280 milioni di anni fa). I loro resti fossili sono stati ritrovati in Europa e Nordamerica.

## Classificazione
Le affinità dei falangiotarbidi non sono chiare. La maggior parte degli autori ritiene questi animali affini agli opilioni o agli acari. In generale l'aspetto di questi animali richiamava vagamente quello degli opilioni. Recenti ricerche hanno ipotizzato che i falangiotarbidi siano il sister group di un gruppo che comprende Palpigradi e Tetrapulmonata.

## Distribuzione fossile
Il più antico resto fossile dei falangiotarbidi risale al Devoniano inferiore ed è stato rinvenuto in Germania. Nel corso del Carbonifero questo gruppo conobbe una notevole diffusione: i loro resti fossili sono particolarmente abbondanti nelle miniere di carbone in Europa e Nordamerica. Le ultime specie note risalgono al Permiano inferiore della Germania: probabilmente questi animali si estinsero a causa di notevoli mutamenti climatici su scala mondiale. Tra le forme più note, da ricordare Phalangiotarbus, Opiliotarbus, Architarbus, Devonotarbus, Anthracotarbus e Mesotarbus.

## Taxa
- Anthracotarbidae Kjellesvig-Waering, 1969
- Anthracotarbus Kjellesvig-Waering, 1969
- Anthracotarbus hintoni Kjellesvig-Waering, 1969

- Architarbidae Karsch, 1882
- Architarbus Scudder, 1868
- Architarbus hoffmanni Guthörl, 1934
  - (= Opiliotarbus kliveri Waterlot, 1934)
  - (= Goniotarbus sarana Guthörl, 1965)
- Architarbus minor Petrunkevitch, 1913
- Architarbus rotundatus Scudder, 1868

- Bornatarbus Rößler & Schneider, 1997
- Bornatarbus mayasii (Haupt in Nindel, 1955)

- Devonotarbus Poschmann, Anderson & Dunlop, 2005
- Devonotarbus hombachensis Poschmann, Anderson & Dunlop, 2005

- Discotarbus Petrunkevitch, 1913
- Discotarbus deplanatus Petrunkevitch, 1913

- Geratarbus Scudder, 1890
- Geratarbus lacoei Scudder, 1890
- Geratarbus bohemicus Petrunkevitch, 1953

- Goniotarbus Petrunkevitch, 1953
- Goniotarbus angulatus (Pocock, 1911)
- Goniotarbus tuberculatus (Pocock, 1911)

- Hadrachne Melander, 1903
- Hadrachne horribilis Melander, 1903

- Leptotarbus Petrunkevitch, 1945
- Leptotarbus torpedo (Pocock, 1911)

- Mesotarbus Petrunkevitch, 1949
- Mesotarbus angustus (Pocock, 1911)
- Mesotarbus eggintoni (Pocock, 1911)
- Mesotarbus hindi (Pocock, 1911)
- Mesotarbus intermedius Petrunkevitch, 1949
- Mesotarbus peteri Dunlop & Horrocks, 1997

- Metatarbus Petrunkevitch, 1913
- Metatarbus triangularus Petrunkevitch, 1913

- Ootarbus Petrunkevitch, 1945
- Ootarbus pulcher Petrunkevitch, 1945
- Ootarbus ovatus Petrunkevitch, 1945

- Orthotarbus Petrunkevitch, 1945
- Orthotarbus minutus (Petrunkevitch, 1913)
- Orthotarbus robustus Petrunkevitch, 1945
- Orthotarbus nyranensis Petrunkevitch, 1953

- Paratarbus Petrunkevitch, 1945
- Paratarbus carbonarius Petrunkevitch, 1945

- Phalangiotarbus Haase, 1890
- Phalangiotarbus subovalis (Woodward, 1872)

- Pycnotarbus Darber, 1990
- Pycnotarbus verrucosus Darber, 1990

- Triangulotarbus Patrick, 1989
- Triangulotarbus terrehautensis Patrick, 1989

- Heterotarbidae Petrunkevitch, 1913
- Heterotarbus Petrunkevitch, 1913
- Heterotarbus ovatus Petrunkevitch, 1913

- Opiliotarbidae Petrunkevitch, 1949
- Opiliotarbus Pocock, 1910
- Opiliotarbus elongatus (Scudder, 1890)

nomina dubia
- Eotarbus litoralis Kušta, 1888
- Nemastomoides depressus Petrunkevitch, 1913